# Cylindromyia nigricosta
Cylindromyia nigricosta là một loài ruồi trong họ Tachinidae.